# Steinway CD-503
Le Steinway CD-503 est un piano de concert modèle D fabriqué par le facteur Steinway & Sons. Il est connu pour avoir été l'instrument favori du pianiste Vladimir Horowitz.

## Description
Le Steinway CD-503 est un exemplaire de piano de concert modèle D fabriqué par Steinway & Sons. Son numéro de série est D #314503.
Depuis son utilisation par Vladimir Horowitz jusqu'à la fin des années 1980, l'instrument a été rénové et de nombreux éléments ont été changés : les touches du piano ont par exemple été remplacées afin de respecter les lois américaines sur l'export d'ivoire ou de nouveaux marteaux ont été installés.
Pour le technicien responsable de Steinway & Sons Franz Mohr, la qualité acoustique du CD-503 tenait principalement à celle du bois utilisé pour l'instrument.
Selon certains experts ou pianistes, le Steinway CD-503 est aujourd'hui un instrument différent de celui joué par Vladimir Horowitz.

## Réglage
Le technicien responsable des concerts chez Steinway & Sons Franz Mohr a été en charge des réglages du Steinway CD-503 à partir du début des années 1960 jusqu'à sa retraite en 1992. Il s'est notamment occupé de l'instrument lorsque Vladimir Horowitz jouait dessus,.
De par la technique digitale particulière de Vladimir Horowitz, le CD-503 recevait un réglage très sensible des touches du clavier,. De plus, la tension des mécaniques de répétition était très élevée.
Au delà des caractéristiques individuelles de chaque piano, les spécialistes s'accordent généralement pour reconnaître que les réglages mis en place par les techniciens pour préparer l'instrument selon les souhaits techniques du pianiste sont d'une grande importance,,. Il est toutefois impossible de reproduire aujourd'hui le réglage exact du CD-503 à l'époque de Vladimir Horowitz.

## Histoire
Au début des années 1940, Vladimir Horowitz change de piano Steinway et devient l'utilisateur du CD-503. À partir des années 1970, le pianiste ukrainien fait de cet instrument son piano quasi-exclusif : installé à demeure dans son appartement new yorkais, le CD-503 est déplacé pour suivre le soliste lors de chacune de ses tournées, y compris lors de ses concerts à l'étranger,,,,.
Après la mort de Vladimir Horowitz, Franz Mohr continue de régler et d'accorder l'instrument comme le souhaitait le pianiste. Toutefois, le technicien reconnaît que la magie qui émanait du piano a disparu.
Pour assurer son marketing, le Steinway CD-503 est régulièrement envoyé par Steinway & Sons en tournée pour des concerts de présentation ou des expositions au public,,,,,,,.